# Христианско-демократическая партия (Чили)
Христианско-демократическая партия (ХДП, исп. Partido Demócrata Cristiano, PDC, DC) — чилийская политическая партия христианско-демократического и центристского толка, продолжительное время являвшаяся одной из ведущих партий страны. Член Центристского демократического интернационала. Основана 28 июля 1957 года.
ХДП играла ведущую роль в чилийской политике с 1964 года (когда её лидер Эдуардо Фрей Монтальва одержал победу на президентских выборах) до военного переворота 1973 года, которому в значительной степени содействовала, будучи в непримиримой оппозиции к президенту Сальвадору Альенде. Во время диктатуры генерала Пиночета сначала оказывала ей умеренную поддержку, но после перешла в оппозицию и сыграла важную роль в поражении Пиночета на референдуме 1988 года. Будучи ведущим членом «Коалиции партий за демократию („Концентрасьон“)» и блока «Новое большинство», ХДП значительно влияла на чилийскую политику с 1988 по 2010 год и в период с 2014 по 2017 год, когда её влияние резко пошло на убыль, что привело к крупному поражению партии на парламентских выборах 2021 года.
Представители ХДП (Эдуардо Фрей и его сын Эдуардо Фрей Руис-Тагле, Патрисио Эйлвин), а также поддержанные ей кандидаты от союзной (с 1988 по 2022 год) Социалистической партии (Рикардо Лагос и Мишель Бачелет) неоднократно занимали пост президента страны.

## От основания до прихода к власти
Основана 28 июля 1957 года на базе Национальной фаланги и Социал-христианской консервативной партии.
На президентских выборах в 1958 году лидер ХДП Эдуардо Фрей Монтальва набрал 20,7 % голосов и занял третье место.

## Реформы в условиях свободы

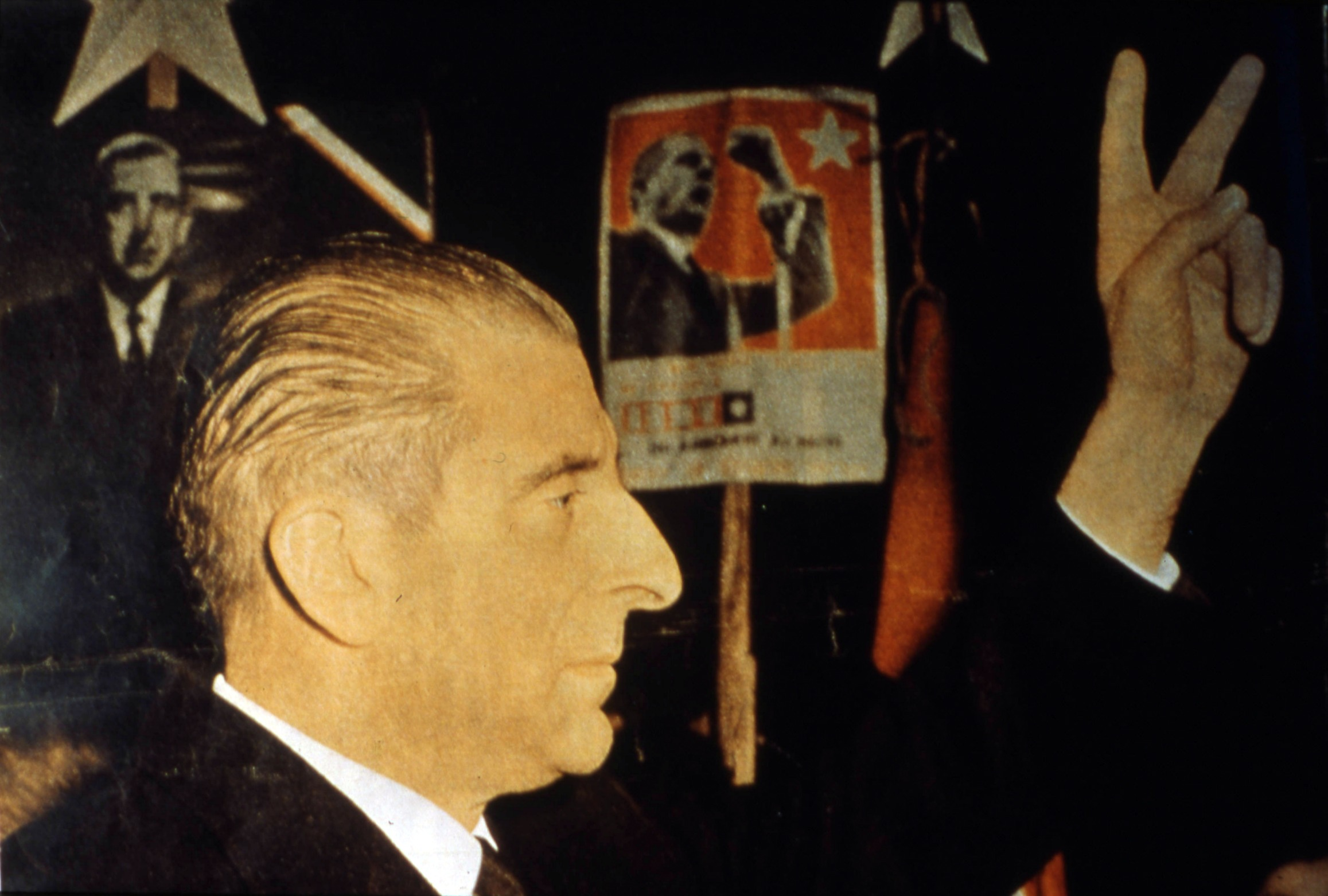
Эдуардо Фрей Монтальва во время президентской кампании 1964.

В 1964 году Эдуардо Фрей Монтальва был избран президентом Чили, за него проголосовали 56 % избирателей. Президентская кампания проводилась под лозунгом «революция в условиях свободы». На выборах в Палату депутатов в марте 1965 года за ХДП проголосовали 43,6 % избирателей, и она получила большинство мест — это единственный случай в истории чилийского парламентаризма. Во время президентства Фрея были проведены аграрная реформа и «чилизация» меди (государство выкупило 51 % акций предприятий, добывающих медь).
Правительство провело давно назревшую в Чили реформу налоговой системы. До 1964 года в стране фактически не существовало земельного кадастра, имущественные и подоходные налоги уплачивались на основании заниженной во много раз стоимости
земельных участков. Бюджет формировался за счет косвенных налогов и импортных пошлин. С помощью США был создан кадастр и реформирована налоговая служба. В результате налоговой реформы прямые налоги для состоятельных слоёв были повышены на 40 %, из 167 тысяч налогоплательщиков 12 тысяч крупных землевладельцев стали платить 63 % всей суммы налога на недвижимость, который взимался по прогрессивной шкале.

### Аграрная реформа
В июле 1967 года Конгресс принял закон об аграрной реформе. Согласно ему подлежали экспроприации земельные площади свыше 80 гектаров орошаемой земли в случае если они не обрабатывались или обрабатывались неэффективно. Однако если земля обрабатывалась продуктивно (была составлена специальная система балльной оценки эффективности ведения хозяйства), то
собственнику оставляли до 320 га орошаемой земли. Из 260 тысяч хозяйств экспроприации подверглись 4 тысячи (1134 правительством Фрея и 3283 правительством Альенде). Именно этим 4 тысячам принадлежала половина всей сельскохозяйственной площади Чили. Земля изымалась за выкуп, однако оценка её стоимости базировалась на данных самих землевладельцев, по которым они ранее выплачивали налог на недвижимость. Почти все землевладельцы в прошлом занижали стоимость земли во много раз, что теперь обернулось против них же. Именно этот пункт аграрной реформы вызвал самое яростное противодействие крупных земельных собственников и их политического лобби в Конгрессе — Либеральной и Консервативной партий. К тому же правительство оплачивало наличными только небольшую часть стоимости (от 1 до 10 %) экспроприированных участков, за остальную долю собственник получал государственные облигации с 3 % годовых со сроком погашения в 5, 25 и 30 лет. Каждый год стоимость облигаций индексировалась в зависимости от
роста цен. Экспроприированная земля передавалась не в частную собственность крестьян и батраков, а «асентамьентос» — производственным кооперативам. По истечении трех-пяти лет члены «асентамьентос» должны были принять решение: сохранить свой кооператив или поделить землю в частную собственность.

## За свободу против угрозы слева
На президентских выборах 1970 года кандидатом от ХДП был выдвинут лидер левого крыла партии Радомиро Томич. Он занял третье место, набрав 28,1 % голосов. Кандидат блока «Народное единство» Сальвадор Альенде хотя и получил на 2,3 % меньше, чем на предыдущих президентских выборах, на этот раз оказался на первом месте с 36,6 % голосов, опередив на 1,3 % кандидата Национальной партии Хорхе Алессандри. По чилийской Конституции президента из двух кандидатур, набравших наибольшее количество голосов, должен был 24 октября 1970 года избрать Kонгpecc. В Kонгpecce у «Народного единства» было только 80 мест из 200, Haциональная партия имела 45 мест, ХДП 75. Таким образом, судьба будущего президента находилась в руках христианских демократов. 23 сентября 1970 года руководство ХДП передало Сальвадору Альенде документ «Позиция Христианско-демократической партии в связи с пленарным заседанием Kонгpecca». В документе от Альенде требовали юридически обязательных гарантий сохранения свободы слова, невмешательства в систему военных назначений, отказа от создания параллельных армии военных формирований типа рабочей милиции, сохранения неполитического характера школ и университетов, обещания не вводить цензуру и не национализировать средства массовой информации. В обмен на такогo рода гарантии фракция ХДП в Конгpecce была готова поддержать Альенде на выборах 24 октября. Альенде дал такие гарантии и 24 октября был избран Kонгpecсом президентом, получив голоса депутатов фракции ХДП.
В декабре 1970 года Национальный совет ХДП провел заседание, на котором избрал новый исполком и определил политическую линию партии, которую новый председатель Нарсисо Ирурета определил так: «Мы будем поддерживать инициативу правительства во всем, что носит позитивный характер, однако, если будут поставлены под угрозу фундаментальные ценности, мы будем безусловно выступать против». К коалиции «Народное единство» примкнули две небольшие левые группировки, отколовшиеся от ХДП: Движение единого народного действия (МАПУ) в 1969 году и Левые христиане (Izquierda Cristiana) в 1971.
На парламентских выборах в марте 1973 г. оппозиционная «Конфедерация за демократию», в которую вошли ХДП, Национальная партия и ряд других партий, при голосовании за кандидатов в Палату депутатов получила 56 %, в Сенат — 57,2 %. ХДП сохранила положение самой крупной парламентской фракции. Экс-президент Фрей был избран сенатором от Сантьяго и стал президентом Сената и лидером оппозиции Альенде.

## За свободу против угрозы справа
Через 2 дня после переворота руководство ХДП опубликовала заявление с призывом к сотрудничеству с военным правительством, вина за переворот возлагалась на правительство Альенде, которое «привело Чили к экономическому краху, институционному хаосу, вооружённому насилию и моральному кризису», выражалась надежда, что армия скоро вернёт власть народу. Христианский демократ Г. Прието стал первым гражданским министром хунты, заняв пост министра юстиции.
Через 2 года стало ясно, что А. Пиночет не будет проводить выборы, жестокость репрессий вызывала шок. В 1975 году Э. Фрей опубликовал книгу «Мандат истории и требования будущего», в которой писал о необходимости скорейшего восстановления демократии и выработки национального проекта, поддержанного всеми социальными и политическими силами, союзниками ХДП назывались партии Народного единства, которые он призвал отказаться от старых догм и эволюционировать к социал-демократии. Именно этот вариант и был реализован в конце следующего десятилетия.
В 1976 году ХДП перешла в оппозицию к режиму Пиночета, а в 1977 году вышел указ хунты о запрете партий, которые не были запрещены сразу после переворота, и ХДП формально перестала существовать. Руководство Социалистической партии в эмиграции под влиянием как наблюдения реального социализма, так и в результате контактов с европейскими партиям Социалистического интернационала начало поворот к социал-демократии. В 1979 году в Соцпартии произошёл раскол, и обновленческое крыло стало на путь сближения с ХДП на демократической платформе. В 1982 году ХДП разработала «Демократический проект», где говорилось о необходимости союза с «демократическими левыми».

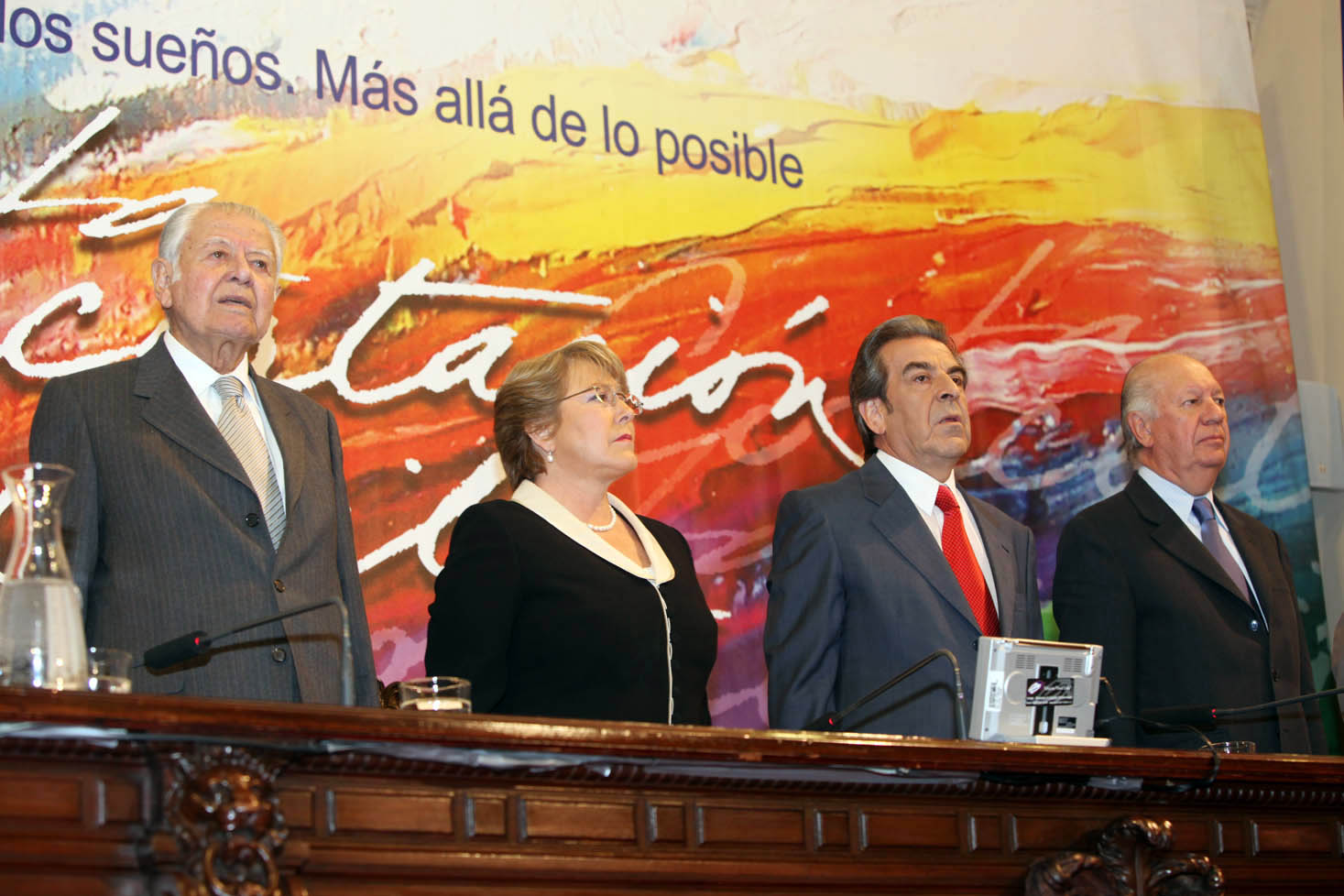
Четыре президента от нерушимого блока христианских демократов и обновлённых социалистов — Патрисио Эйлвин, Мишель Бачелет, Эдуардо Фрей Руис-Тагле и Рикардо Лагос на праздновании 21 годовщины плебисцита «Нет».

В 1983 году ХДП, радикальная партия, обновленцы из Соцпартии и другие умеренные силы объединились в Демократический альянс, призвавший к созыву Учредительного собрания, принятию новой конституции, отставке Пиночета, созданию временного правительства. До 1986 года действовал «частный политический комитет», координировавший совместные акции Демократического альянса с Демократическим народным движением, созданным коммунистами и социалистами, оставшимися на леворадикальных позициях. Но после обнаружения службой безопасности большой партии оружия, заготовленной коммунистами, и покушения на Пиночета в сентябре 1986 г левоцентристское руководство ХДП во главе с Г. Вальдесом и Э. Ортегой, выступавшее за мобилизацию масс и контакты с коммунистами, утратило свои позиции, лидером христианских демократов стал правоцентрист П. Эйлвин, в партии усилились позиции сторонников переговоров с военным режимом, надеявшихся использовать для прихода к власти пиночетовскую конституцию. Она предусматривала проведение в 1988 году плебисцита, на котором должен был решиться вопрос о продлении полномочий Пиночета ещё на 8 лет, либо о проведении выборов.
Новая стратегия оппозиции, направленная на участие в плебисците, была поддержана всеми партиями, кроме коммунистов, которые присоединились к остальным в последний момент. Оппозицию возглавили Эйлвин и лидер социалистов-обновленцев Р. Лагос. В 1987 году легальная деятельность правых и умеренных партий была разрешена.

## Коалиция партий за демократию (1988—2013). Новое большинство (2013—2017)

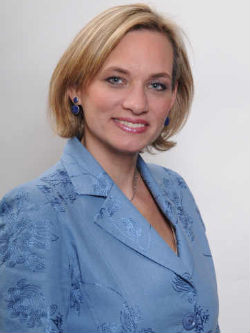
Каролина Гоич, председатель ХДП в 2016—2017, кандидат в президенты

В феврале 1988 года ХДП создала совместно с Социалистической партией и другими умеренными партиями Коалицию партий за демократию (КПД, Concertación de Partidos por la Democracia), кандидаты которой побеждали на всех последующих президентских выборах кроме 2010 года.
8 октября 1988 года 54,6 % чилийцев проголосовали против диктатуры. Кандидат КПД представитель ХДП Патрисио Эйлвин был избран президентом Чили в 1989 году, набрав 55 % голосов.
Кандидат КПД председатель ХДП Эдуардо Фрей Руис-Тагле был избран президентом Чили в 1993 году, набрав 58 % голосов. Эдуардо Фрей Руис-Тагле выдвигался кандидатом в президенты от КПД и на президентских выборах 2009 года. В первом туре он занял второе место, набрав 29,6 % голосов. Во втором туре набрал 48 % и уступил Себастьяну Пиньера.
В 2013 Коалиция партий за демократию преобразована в коалицию Новое большинство в результате присоединения к прежним членам Коммунистической партии Чили.

## Президентская кампания 2017 года
Кандидат Нового большинства на президентских выборах 2017 года должен был определиться 2 июля на первичных выборах, на которых от ХДП в марте была выдвинута председатель партии сенатор Каролина Гоич. 29 апреля 2017 ХДП приняла решение не участвовать в первичных выборах Нового большинства и вышла из коалиции. 11 мая К. Гоич была зарегистрирована кандидатом в президенты от ХДП.
19 ноября 2017 в первом туре президентских выборов К. Гоич получила 5,88 % голосов, на парламентские выборах ХДП набрала 10,28 % в Палату депутатов и 14,28 % в сенат. На следующий день К. Гоич подала в отставку с поста председателя партии.

## Президентская кампания 2021 года
На президентских выборах коалиция «Новый социальный пакт» выдвинула кандидатуру сенатора от ХДП Ясны Провосте, которая получила 60,8 % на праймериз. На выборах Провосте заняла 5-е место с результатом 11,61 %, не пройдя во второй тур, в котором «Новый социальный пакт» поддержал кандидата от коалиции «Одобряю достоинство» Габриэля Борича, одержавшего победу.